# Elói
Elói, pseudonimo di Francisco Chagas Eloia (Andradina, 17 febbraio 1955), è un procuratore sportivo ed ex calciatore brasiliano, di ruolo centrocampista.

## Carriera
Iniziò la carriera agonistica nel Juventus di San Paolo. Nei primi anni di carriera Elói cambiò molti club, venendo ingaggiato prima dal Portuguesa, la stagione successiva dall'Inter Limeira, dal Santos, dal Cruzeiro dove rimase tre mesi, venendo ceduto nel marzo 1982 all'America Football Club.
Proprio durante la sua parentesi al Santos, nel 1981, Eloi segnò una doppietta al Milan, durante il Mundialito per club, attirando su di sé l'attenzione di alcuni club italiani, tra i quali il Genoa. L'allora presidente Fossati lo acquisterà pochi anni dopo. Si diceva palleggiasse con i limoni, quindi nell'arco di due stagioni colleziona 34 presenze equamente suddivise e nessuna rete, il Genoa nel 1983-1984 retrocede e nel 1984-1985 manca il ritorno in Serie A così lui torna in patria al Botafogo.
Nell'estate 1985 rientra in Europa, al Porto, con cui gioca, affiancando Rabah Madjer, fino al 1987 dove vince un campionato. Dopo un anno di quasi completa inattività (1987-1988) chiude l'esperienza in Portogallo, nelle file del Boavista.
Ritorna in Brasile dove gioca saltuariamente sino al 1996, quando chiude definitivamente la carriera agonistica al Nacional Futebol Clube.
Cessata l'attività agonistica, ha intrapreso quella di procuratore.

## Palmarès

### Competizioni nazionali
- Campionato portoghese: 1

Porto: 1985-1986